# 萨伊娅·塔尔基
萨伊娅·塔尔基（芬蘭語：Saija Tarkki，1982年12月29日—），芬兰女子冰球运动员。她曾代表芬兰参加2002年、2006年、2010年和2014年冬季奥林匹克运动会冰球比赛，获得一枚铜牌。